# سینماهای شوکیس
سینماهای شوکیس (انگلیسی: Showcase Cinemas) یک مجموعه سینمایی مستقر در شهر نوروود، آمریکا است.
این مجموعه سینمایی در کشورهای ایالات متحده آمریکا، انگلستان، برزیل و آرژانتین دارای سالن‌های سینما می‌باشد.

## سینماها
- ایالات متحده آمریکا: ۲۹ مجموعه سینمایی
- انگلستان: ۲۱ مجموعه سینمایی
- آرژانتین: ۸ مجموعه سینمایی
- برزیل: ۲۳ مجموعه سینمایی